# Joanna Aleh
Joanna Ayela Aleh (conocida como Jo Aleh; Auckland, 15 de mayo de 1986) es una deportista neozelandesa que compite en vela en las clases Laser Radial, 470 y 49er FX.
Participó en cuatro Juegos Olímpicos de Verano, obteniendo dos medallas, oro en Londres 2012 y plata en Río de Janeiro 2016, ambas en la clase 470 (junto con Olivia Powrie), y el séptimo en Pekín 2008 (Laser Radial) y en París 2024 (49er FX). Ganó cinco medallas en el Campeonato Mundial de 470 entre los años 2010 y 2016.
En 2013 fue nombrada Regatista Mundial del Año por la Federación Internacional de Vela junto con su compañera de la clase 470, Olivia Powrie.
Fue la abanderada de Nueva Zelanda en la ceremonia de apertura de los Juegos Olímpicos de París 2024 junto con el ciclista Aaron Gate.

## Palmarés internacional
| \| Juegos Olímpicos \| Juegos Olímpicos \| Juegos Olímpicos \| Juegos Olímpicos \| \| Año \| Lugar \| Medalla \| Clase \| \| ------------------ \| ----------------------- \| ----------------- \| ---------------- \| \| 2012 \| Londres (Reino Unido) \| Medalla de oro \| 470 \| \| 2016 \| Río de Janeiro (Brasil) \| Medalla de plata \| 470 \| \| Campeonato Mundial \| \| \| \| \| Año \| Lugar \| Medalla \| Clase \| \| 2010 \| La Haya (Países Bajos) \| Medalla de plata \| 470 \| \| 2011 \| Perth (Australia) \| Medalla de bronce \| 470 \| \| 2013 \| La Rochelle (Francia) \| Medalla de oro \| 470 \| \| 2014 \| Santander (España) \| Medalla de plata \| 470 \| \| 2016 \| San Isidro (Argentina) \| Medalla de plata \| 470 \| |                         |                   |       |
| Juegos Olímpicos |                         |                   |       |
| Año | Lugar                   | Medalla           | Clase |
| 2012 | Londres (Reino Unido)   | Medalla de oro    | 470   |
| 2016 | Río de Janeiro (Brasil) | Medalla de plata  | 470   |
| Campeonato Mundial |                         |                   |       |
| Año | Lugar                   | Medalla           | Clase |
| 2010 | La Haya (Países Bajos)  | Medalla de plata  | 470   |
| 2011 | Perth (Australia)       | Medalla de bronce | 470   |
| 2013 | La Rochelle (Francia)   | Medalla de oro    | 470   |
| 2014 | Santander (España)      | Medalla de plata  | 470   |
| 2016 | San Isidro (Argentina)  | Medalla de plata  | 470   |